# هربرت دبليو. تايلور
هربرت دبليو. تايلور (بالإنجليزية: Herbert W. Taylor)‏ هو محامي وسياسي أمريكي، ولد في 19 فبراير 1869 في الولايات المتحدة، وتوفي في 15 أكتوبر 1931 في نيوآرك في الولايات المتحدة. حزبياً، نشط في الحزب الجمهوري. وقد انتخب عضو جمعية نيوجيرسي العامة وانتخب عضو مجلس النواب الأمريكي.